# Trubczyn
Trubczyn (ukr. Трубчин) – wieś na Ukrainie w rejonie czortkowskim obwodu tarnopolskiego.

## Historia
W 1565 wieś Trupczyn na Podolu posiadał Jan Czermieński (Czermiński) herbu Ramult. Wieś królewska Trupczyn położona była w pierwszej połowie XVII wieku w województwie podolskim.
W okresie międzywojennym stacjonowała w miejscowości placówka Straży Celnej „Trubczyn”.
Do 2020 w rejonie borszczowskim.